# Liste der denkmalgeschützten Objekte in Ebersdorf (Steiermark)
Die Liste der denkmalgeschützten Objekte in Ebersdorf enthält die denkmalgeschützten, unbeweglichen Objekte der Gemeinde Ebersdorf.

## Denkmäler
| Foto |                 | Denkmal                                                                           | Standort                           | Beschreibung | Metadaten |
| ---- | --------------- | --------------------------------------------------------------------------------- | ---------------------------------- | --- | --- |
| ja   | Datei hochladen | Kath. Pfarrkirche hl. Andreas und ehem. Kirchhof HERIS-ID: 51011 Objekt-ID: 56556 | Ebersdorf Standort KG: Ebersdorf   | Die Pfarrkirche wurde in den Jahren 1756 bis 1758 errichtet. Der Hochaltar, nach einem Entwurf von Johann Kottmayr angefertigt, wurde im Jahr 1840 aufgestellt.             | BDA-Hist.: Q20754094 Status: § 2a Stand der BDA-Liste: 2025-06-30 Name: Kath. Pfarrkirche hl. Andreas und ehem. Kirchhof GstNr.: .17 Saint Andrew Church (Ebersdorf) |
| ja   | Datei hochladen | Pfarrhof HERIS-ID: 51010 Objekt-ID: 56555                                         | Ebersdorf 1 Standort KG: Ebersdorf | Der Pfarrhof ist ein zweigeschoßiger barocker Bau mit Schopfwalmgiebel. Im Jahr 2011 wurde der Pfarrhof zu einem Wohnhaus mit zehn behindertengerechten Wohnungen umgebaut. | BDA-Hist.: Q38043190 Status: § 2a Stand der BDA-Liste: 2025-06-30 Name: Pfarrhof GstNr.: 1527/1, 1527/2                                                              |